# Olej z pestek winogron

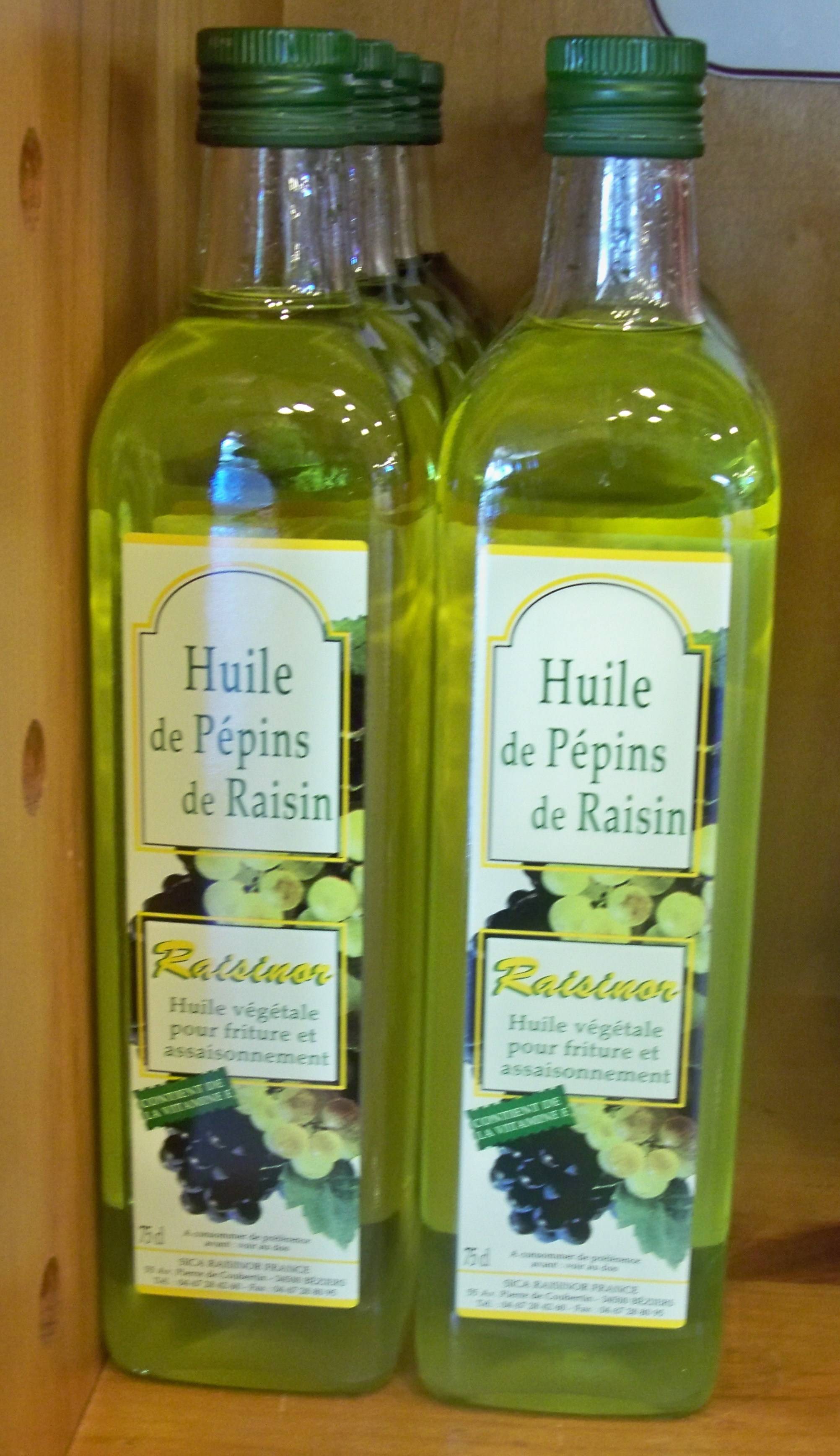
Olej z pestek winogron

Olej z pestek winogron – spożywczy olej roślinny o zielonkawym zabarwieniu, wytwarzany z nasion winorośli. 

## Wartości odżywcze
Profil tłuszczów w 100 g przedstawia się następująco:
- kwasy tłuszczowe nasycone: kwas mirystynowy (0,01 g); kwas palmitynowy (7,08 g); kwas stearynowy (3,63 g) i kwas arachidowy (0,03 g);
- kwasy tłuszczowe jednonienasycone: kwas oleopalmitynowy (0,01 g) i kwas oleinowy (20,57 g).

Wielonienasycone kwasy tłuszczowe przedstawiono w tabeli powyżej.